# Scorpaena azorica
Scorpaena azorica és una espècie de peix pertanyent a la família dels escorpènids.

## Descripció
- Fa 9,8 cm de llargària màxima.[2][3]

## Hàbitat
És un peix marí, demersal i de clima subtropical.

## Distribució geogràfica
Es troba a l'Atlàntic nord-oriental: les illes Açores.

## Observacions
És inofensiu per als humans.